# Liste der denkmalgeschützten Objekte im Okres Bratislava III
Die Liste der denkmalgeschützten Objekte im Okres Bratislava III enthält die 58 nach slowakischen Denkmalschutzvorschriften geschützten Objekte im Stadtbezirk Okres Bratislava III, der die Stadtteile Nové Mesto, Rača und Vajnory umfasst.

## Denkmäler
| Foto |                 | Denkmal / č. ÚZPF                          | Standort / Konskr. Nr.                                                       | Offizielle Beschreibung                  | Beschreibung                                           | Metadaten                                                                |
| ---- | --------------- | ------------------------------------------ | ---------------------------------------------------------------------------- | ---------------------------------------- | ------------------------------------------------------ | ------------------------------------------------------------------------ |
|      | Datei hochladen | Munitionslager(sk) ObjektID: 103-820/0     | (V býv.Kramerovom lome) KG: Vinohrady Konskr.Nr.: 12002                      | stanica mestskej jazd.polície            |                                                        | č. NKP: 103-820/0 Stand des NKP: 2012-02-08 Name: SKLAD MUNIČNÝ          |
| ja   | Datei hochladen | Denkmal(sk) ObjektID: 103-813/0            | Cesta mládeze 0 (Zelezná studnicka) Standort KG: Vinohrady Konskr.Nr.:       | 1.máj 1890; Pomník prvomáj.manifestácie  |                                                        | č. NKP: 103-813/0 Stand des NKP: 2012-02-08 Name: POMNÍK                 |
| ja   | Datei hochladen | Wassermühle(sk) ObjektID: 103-815/0        | Cesta mládeze 0 (Zelezná studnicka) Standort KG: Vinohrady Konskr.Nr.:       | 9.mlyn                                   |                                                        | č. NKP: 103-815/0 Stand des NKP: 2012-02-08 Name: MLYN VODNÝ             |
|      | Datei hochladen | Ferienheim(sk) ObjektID: 103-10518/0       | Cesta mládeze 18 (Zelezná studnicka) KG: Vinohrady Konskr.Nr.: 2833          | solitér; Catlosova vila,doliecovacie z.  |                                                        | č. NKP: 103-10518/0 Stand des NKP: 2012-02-08 Name: ZOTAVOVŇA            |
| ja   | Datei hochladen | Wasserteich 1(sk) ObjektID: 103-816/1      | Cesta mládeze (Zelezná studnicka-nad) Standort KG: Vinohrady Konskr.Nr.:     | prietocná 1.rybník,jazero                |                                                        | č. NKP: 103-816/1 Stand des NKP: 2012-02-08 Name: NÁDRŽ VODNÁ I.         |
| ja   | Datei hochladen | Wasserteich 2(sk) ObjektID: 103-816/2      | Cesta mládeze (Zelezná studnicka-nad) Standort KG: Vinohrady Konskr.Nr.:     | prietocná 2.rybník,jazero                |                                                        | č. NKP: 103-816/2 Stand des NKP: 2012-02-08 Name: NÁDRŽ VODNÁ II.        |
| ja   | Datei hochladen | Wasserteich 3(sk) ObjektID: 103-816/3      | Cesta mládeze (Zelezná studnicka-pod) Standort KG: Vinohrady Konskr.Nr.:     | prietocná 3.rybník,jazero                |                                                        | č. NKP: 103-816/3 Stand des NKP: 2012-02-08 Name: NÁDRŽ VODNÁ III.       |
| ja   | Datei hochladen | Wasserteich 4(sk) ObjektID: 103-816/4      | Cesta mládeze (Zelezná studnicka-pod) Standort KG: Vinohrady Konskr.Nr.:     | prietocná 4.rybník,jazero                |                                                        | č. NKP: 103-816/4 Stand des NKP: 2012-02-08 Name: NÁDRŽ VODNÁ IV.        |
| ja   | Datei hochladen | Rainstein(sk) ObjektID: 103-11730/1        | Cesta mládeze (býv.záhr.rest.Zelez.stud.) Standort KG: Vinohrady Konskr.Nr.: | stvorboký,kamenný mílnik,hranicný kamen  |                                                        | č. NKP: 103-11730/1 Stand des NKP: 2012-02-08 Name: MEDZNÍK I.           |
|      | Datei hochladen | Rainstein(sk) ObjektID: 103-11730/2        | Cesta mládeze (býv.záhr.rest.Zelez.stud.) KG: Vinohrady Konskr.Nr.:          | stvorboký,kamenný mílnik,hranicný kamen  |                                                        | č. NKP: 103-11730/2 Stand des NKP: 2012-02-08 Name: MEDZNÍK II.          |
|      | Datei hochladen | Pavillon(sk) ObjektID: 103-11731/0         | Cesta mládeze (býv.záhr.rest.Zelez.stud.) KG: Vinohrady Konskr.Nr.:          | solitér; altánok                         |                                                        | č. NKP: 103-11731/0 Stand des NKP: 2012-02-08 Name: PAVILÓN              |
| ja   | Datei hochladen | Bildstock(sk) ObjektID: 103-11732/0        | Cesta mládeze (pri VIII.mlyne-Klepáci) Standort KG: Vinohrady Konskr.Nr.:    | stlpová                                  |                                                        | č. NKP: 103-11732/0 Stand des NKP: 2012-02-08 Name: BOŽIA MUKA           |
| ja   | Datei hochladen | Denkmal(sk) ObjektID: 103-294/0            | Kamzík 0 (Pri hlavnej ceste) Standort KG: Vinohrady Konskr.Nr.:              | padlí r.1866; Prusko-rakúska vojna       |                                                        | č. NKP: 103-294/0 Stand des NKP: 2012-02-08 Name: POMNÍK                 |
|      | Datei hochladen | Bildstock(sk) ObjektID: 103-295/0          | Kamzík 0 (Pri hlavnej ceste) KG: Vinohrady Konskr.Nr.:                       | prícestná                                |                                                        | č. NKP: 103-295/0 Stand des NKP: 2012-02-08 Name: BOŽIA MUKA             |
| ja   | Datei hochladen | Verkehrsgebäude(sk) ObjektID: 103-836/0    | Krízna ul. 33 (Legionárska ul.) Standort KG: Nové Mesto Konskr.Nr.: 3284     | zeleznicná Stanica konskej zeleznice     | Bahnhof der ehemaligen Pferdebahn Pressburg–Tyrnau     | č. NKP: 103-836/0 Stand des NKP: 2012-02-08 Name: BUDOVA VÝPRAVNÁ        |
| ja   | Datei hochladen | Mietshaus(sk) ObjektID: 103-732/0          | Legionárska ul. 1, Standort KG: Nové Mesto Konskr.Nr.: 1                     | nározný nájomný dom                      |                                                        | č. NKP: 103-732/0 Stand des NKP: 2012-02-08 Name: DOM BYTOVÝ             |
|      | Datei hochladen | Mietshaus(sk) ObjektID: 103-733/1          | Legionárska ul. 3, KG: Nové Mesto Konskr.Nr.: 10631                          | schodiskový,radový nájomný dom           |                                                        | č. NKP: 103-733/1 Stand des NKP: 2012-02-08 Name: DOM BYTOVÝ             |
|      | Datei hochladen | Mietshaus(sk) ObjektID: 103-733/2          | Legionárska ul. 5, KG: Nové Mesto Konskr.Nr.: 10631                          | schodiskový,radový nájomný dom           |                                                        | č. NKP: 103-733/2 Stand des NKP: 2012-02-08 Name: DOM BYTOVÝ             |
|      | Datei hochladen | Mietshaus(sk) ObjektID: 103-733/3          | Legionárska ul. 7, KG: Nové Mesto Konskr.Nr.: 10631                          | schodiskový,radový nájomný dom           |                                                        | č. NKP: 103-733/3 Stand des NKP: 2012-02-08 Name: DOM BYTOVÝ             |
|      | Datei hochladen | Gedenktafel(sk) ObjektID: 103-287/0        | Mikovíniho ul. 1 (vlavo na fasáde býv.ZS) KG: Nové Mesto Konskr.Nr.:         | interbrigadisti; 1936-1939               |                                                        | č. NKP: 103-287/0 Stand des NKP: 2012-02-08 Name: TABUĽA PAMÄTNÁ         |
|      | Datei hochladen | Mietshaus(sk) ObjektID: 103-10499/0        | Nobelova ul. 9, KG: Nové Mesto Konskr.Nr.: 86                                |                                          |                                                        | č. NKP: 103-10499/0 Stand des NKP: 2012-02-08 Name: DOM BYTOVÝ           |
|      | Datei hochladen | Spiegelsaal(sk) ObjektID: 103-10500/0      | Nobelova ul. 32, KG: Nové Mesto Konskr.Nr.: 1304                             | Zrkadlová sien                           |                                                        | č. NKP: 103-10500/0 Stand des NKP: 2012-02-08 Name: SIEŇ ZRKADLOVÁ       |
|      | Datei hochladen | Mietshaus 1(sk) ObjektID: 103-739/1        | Sancová ul. 21,23,25,27, KG: Nové Mesto Konskr.Nr.: 3574                     | pavlacový,solitér; Unitas,dom A          |                                                        | č. NKP: 103-739/1 Stand des NKP: 2012-02-08 Name: DOM BYTOVÝ I           |
|      | Datei hochladen | Mietshaus 2(sk) ObjektID: 103-739/2        | Sancová ul. 29,31,33, KG: Nové Mesto Konskr.Nr.: 3573                        | pavlacový,solitér; Unitas,dom B          |                                                        | č. NKP: 103-739/2 Stand des NKP: 2012-02-08 Name: DOM BYTOVÝ II          |
|      | Datei hochladen | Mietshaus 3(sk) ObjektID: 103-739/3        | Sancová ul. 35,37,39, KG: Nové Mesto Konskr.Nr.: 3172,3572                   | pavlacový,solitér; Unitas,dom C          |                                                        | č. NKP: 103-739/3 Stand des NKP: 2012-02-08 Name: DOM BYTOVÝ III         |
|      | Datei hochladen | Mietshaus 4(sk) ObjektID: 103-739/4        | Sancová ul. 41,43,45, KG: Nové Mesto Konskr.Nr.: 3171,3571                   | pavlacový,solitér; Unitas,dom D          |                                                        | č. NKP: 103-739/4 Stand des NKP: 2012-02-08 Name: DOM BYTOVÝ IV          |
|      | Datei hochladen | Mietshaus 5(sk) ObjektID: 103-739/5        | Sancová ul. 47-49-51, KG: Nové Mesto Konskr.Nr.: 3570                        | pavlacový,solitér; Unitas,dom E          |                                                        | č. NKP: 103-739/5 Stand des NKP: 2012-02-08 Name: DOM BYTOVÝ V           |
|      | Datei hochladen | Mietshaus 6(sk) ObjektID: 103-739/6        | Sancová ul. 53,55,57, KG: Nové Mesto Konskr.Nr.: 3569                        | pavlacový,solitér; Unitas,dom F          |                                                        | č. NKP: 103-739/6 Stand des NKP: 2012-02-08 Name: DOM BYTOVÝ VI          |
|      | Datei hochladen | Mietshaus 7(sk) ObjektID: 103-739/7        | Sancová ul. 59,61,63, KG: Nové Mesto Konskr.Nr.: 3568                        | pavlacový,solitér; Unitas,dom G          |                                                        | č. NKP: 103-739/7 Stand des NKP: 2012-02-08 Name: DOM BYTOVÝ VII         |
|      | Datei hochladen | Gedenktafel(sk) ObjektID: 103-312/0        | Vajnorská ul. 78 (na ulicnej fasáde domu) KG: Nové Mesto Konskr.Nr.:         | Pavlovic M.mjr. 1916-1945,dôstojník      |                                                        | č. NKP: 103-312/0 Stand des NKP: 2012-02-08 Name: TABUĽA PAMÄTNÁ         |
|      | Datei hochladen | Mietshaus(sk) ObjektID: 103-745/2          | Vajnorská ul. 48-62, KG: Nové Mesto Konskr.Nr.: 1356                         | Nová Doba                                |                                                        | č. NKP: 103-745/2 Stand des NKP: 2012-02-08 Name: DOM BYTOVÝ             |
|      | Datei hochladen | Mietshaus(sk) ObjektID: 103-745/1          | Vajnorská ul. 64-78 (Bajkalská ul.) KG: Nové Mesto Konskr.Nr.: 1357          | Nová Doba                                |                                                        | č. NKP: 103-745/1 Stand des NKP: 2012-02-08 Name: DOM BYTOVÝ             |
|      | Datei hochladen | Mietshaus(sk) ObjektID: 103-745/3          | Vajnorská ul. 80-96 (Bajkalská ul.) KG: Nové Mesto Konskr.Nr.: 1358          | Nová Doba                                |                                                        | č. NKP: 103-745/3 Stand des NKP: 2012-02-08 Name: DOM BYTOVÝ             |
|      | Datei hochladen | Mietshaus(sk) ObjektID: 103-10503/1        | Zátisie ul. 3, KG: Nové Mesto Konskr.Nr.: 1073                               | nározný                                  |                                                        | č. NKP: 103-10503/1 Stand des NKP: 2012-02-08 Name: DOM BYTOVÝ           |
|      | Datei hochladen | Mietshaus(sk) ObjektID: 103-10503/2        | Zátisie ul. 5, KG: Nové Mesto Konskr.Nr.: 1074                               | radový                                   |                                                        | č. NKP: 103-10503/2 Stand des NKP: 2012-02-08 Name: DOM BYTOVÝ           |
|      | Datei hochladen | Wohnungshaus(sk) ObjektID: 103-10503/3     | Zátisie ul. 7, KG: Nové Mesto Konskr.Nr.: 1075                               | radový                                   |                                                        | č. NKP: 103-10503/3 Stand des NKP: 2012-02-08 Name: DOM BYTOVÝ           |
|      | Datei hochladen | Mietshaus(sk) ObjektID: 103-10503/4        | Zátisie ul. 9, KG: Nové Mesto Konskr.Nr.: 1076                               | radový                                   |                                                        | č. NKP: 103-10503/4 Stand des NKP: 2012-02-08 Name: DOM BYTOVÝ           |
|      | Datei hochladen | Mietshaus(sk) ObjektID: 103-10503/5        | Zátisie ul. 11, KG: Nové Mesto Konskr.Nr.: 1077                              | radový                                   |                                                        | č. NKP: 103-10503/5 Stand des NKP: 2012-02-08 Name: DOM BYTOVÝ           |
|      | Datei hochladen | Mietshaus(sk) ObjektID: 103-10503/6        | Zátisie ul. 13, KG: Nové Mesto Konskr.Nr.: 1078                              | radový                                   |                                                        | č. NKP: 103-10503/6 Stand des NKP: 2012-02-08 Name: DOM BYTOVÝ           |
|      | Datei hochladen | Mietshaus(sk) ObjektID: 103-10503/7        | Zátisie ul. 15, KG: Nové Mesto Konskr.Nr.: 1079                              | radový                                   |                                                        | č. NKP: 103-10503/7 Stand des NKP: 2012-02-08 Name: DOM BYTOVÝ           |
|      | Datei hochladen | Mietshaus(sk) ObjektID: 103-10503/8        | Zátisie ul. 17 (Tetmayerova ul.) KG: Nové Mesto Konskr.Nr.: 1080             | nározný                                  |                                                        | č. NKP: 103-10503/8 Stand des NKP: 2012-02-08 Name: DOM BYTOVÝ           |
|      | Datei hochladen | Landsitz(sk) ObjektID: 103-696/0           | Alstrova ul. 171, KG: Raca Konskr.Nr.: 6082                                  | cirkevné jasle                           |                                                        | č. NKP: 103-696/0 Stand des NKP: 2012-02-08 Name: KÚRIA                  |
|      | Datei hochladen | Kirche(sk) ObjektID: 103-330/0             | Alstrova ul. , KG: Raca Konskr.Nr.:                                          | r.k.sv.Filipa a Jakuba;                  |                                                        | č. NKP: 103-330/0 Stand des NKP: 2012-02-08 Name: KOSTOL                 |
| ja   | Datei hochladen | Kirche(sk) ObjektID: 103-695/0             | Alstrova ul. , Standort KG: Raca Konskr.Nr.: 8706                            | ev.a.v.                                  |                                                        | č. NKP: 103-695/0 Stand des NKP: 2012-02-08 Name: KOSTOL                 |
|      | Datei hochladen | Wasserwerk 1(sk) ObjektID: 103-827/3       | Dopravná ul. 1, KG: Raca Konskr.Nr.: 1                                       | zeleznicná Velká vodáren                 |                                                        | č. NKP: 103-827/3 Stand des NKP: 2012-02-08 Name: VODÁREŇ I.             |
|      | Datei hochladen | Remise(sk) ObjektID: 103-827/1             | Dopravná ul. , KG: Raca Konskr.Nr.:                                          | zeleznicná staré depo                    |                                                        | č. NKP: 103-827/1 Stand des NKP: 2012-02-08 Name: REMÍZA                 |
|      | Datei hochladen | Verwaltungsgebäude(sk) ObjektID: 103-827/2 | Dopravná ul. , KG: Raca Konskr.Nr.:                                          | zeleznicná Personálna kuchyna            |                                                        | č. NKP: 103-827/2 Stand des NKP: 2012-02-08 Name: BUDOVA ADMINISTRATÍVNA |
|      | Datei hochladen | Wasserwerk 2(sk) ObjektID: 103-827/4       | Dopravná ul. , KG: Raca Konskr.Nr.:                                          | zeleznicná Malá vodáren                  |                                                        | č. NKP: 103-827/4 Stand des NKP: 2012-02-08 Name: VODÁREŇ II.            |
|      | Datei hochladen | TRUBKÁREŇ ObjektID: 103-827/5              | Dopravná ul. , KG: Raca Konskr.Nr.:                                          | zeleznicná opravovna s tech.zariadením   |                                                        | č. NKP: 103-827/5 Stand des NKP: 2012-02-08 Name: TRUBKÁREŇ              |
|      | Datei hochladen | Landschloss(sk) ObjektID: 103-697/0        | Hlinku A. nám. 1, KG: Raca Konskr.Nr.: 6121                                  |                                          |                                                        | č. NKP: 103-697/0 Stand des NKP: 2012-02-08 Name: KAŠTIEĽ                |
|      | Datei hochladen | Bürgerhaus(sk) ObjektID: 103-648/0         | Hlinku A. nám. 3, KG: Raca Konskr.Nr.: 6123                                  | prejazdový,radový kastiel                |                                                        | č. NKP: 103-648/0 Stand des NKP: 2012-02-08 Name: DOM MEŠTIANSKY         |
| ja   | Datei hochladen | Sockel(sk) ObjektID: 103-10482/1           | Rolnícka ul. (Pred domom c.186) Standort KG: Vajnory Konskr.Nr.:             | stvorboký,kamenný                        |                                                        | č. NKP: 103-10482/1 Stand des NKP: 2012-02-08 Name: PODSTAVEC            |
| ja   | Datei hochladen | Statue(sk) ObjektID: 103-10482/2           | Rolnícka ul. (na podstavci) Standort KG: Vajnory Konskr.Nr.:                 | sv.Florián; socha sv.Floriána            |                                                        | č. NKP: 103-10482/2 Stand des NKP: 2012-02-08 Name: SOCHA                |
|      | Datei hochladen | Weinbauhaus(sk) ObjektID: 103-688/1        | Rolnícka ul. 181-185 (JV od kostola) KG: Vajnory Konskr.Nr.: 181-185         | murovaný                                 |                                                        | č. NKP: 103-688/1 Stand des NKP: 2012-02-08 Name: DOM VINOHRADNÍCKY      |
|      | Datei hochladen | Wirtschaftsgebäude(sk) ObjektID: 103-688/3 | Rolnícka ul. 181-185 (V cast dvora) KG: Vajnory Konskr.Nr.: 181-185          | murovaný presovna                        |                                                        | č. NKP: 103-688/3 Stand des NKP: 2012-02-08 Name: STAVBA HOSPODÁRSKA     |
|      | Datei hochladen | Weinbauhaus(sk) ObjektID: 103-688/2        | Rolnícka ul. 181-185 (JV od kostola) KG: Vajnory Konskr.Nr.: 181-185         | murovaný                                 |                                                        | č. NKP: 103-688/2 Stand des NKP: 2012-02-08 Name: DOM VINOHRADNÍCKY      |
|      | Datei hochladen | Wirtschaftsgebäude(sk) ObjektID: 103-688/4 | Rolnícka ul. 181-185 (V cast dvora) KG: Vajnory Konskr.Nr.: 181-185          | murovaný mastal                          |                                                        | č. NKP: 103-688/4 Stand des NKP: 2012-02-08 Name: STAVBA HOSPODÁRSKA     |
| ja   | Datei hochladen | Kirche(sk) ObjektID: 103-328/0             | Saldova ul. (Staré Vajnory) Standort KG: Vajnory Konskr.Nr.:                 | r.k.P.M.Sedembolestnej; býv.sv.Ladislava | römisch-katholische Kirche der Sieben Schmerzen Mariae | č. NKP: 103-328/0 Stand des NKP: 2012-02-08 Name: KOSTOL                 |

## Legende
Die Tabelle enthält im Einzelnen folgende Informationen:
| Foto:                    | Fotografie des Denkmals. |
| Denkmal / č. ÚZPF:       | Die Übersetzung der Bezeichnung des Denkmals, wie sie vom Slowakischen Denkmalamt (Pamiatkový úrad Slovenskej republiky) verwendet wird. Die Originalbezeichnung ist unter dem Fragezeichen angegeben. Fehlt die Übersetzung, so wird die Originalbezeichnung direkt angezeigt. Weiters ist die Objekt-Identifikationsnummer (Objekt ID) angeführt. Sie ist die offizielle, in der Slowakei eindeutige Nummer č. ÚZPF inklusive der zugehörigen Zählnummer, wie sie in den Daten des Denkmalamtes angegeben wird. Da diese nur innerhalb eines Landkreises gezählt wird, ist dessen Nummer der Denkmalnummer vorangestellt. |
| Standort:                | Wenn in der Liste vorhanden, ist die Adresse angegeben. In Klammern kann sich noch eine zusätzliche Adresse befinden, wenn es beispielsweise ein Eckhaus ist. Bei freistehenden Objekten ohne Adresse (zum Beispiel bei Bildstöcken) ist eine Adresse angegeben, die in der Nähe des Objekts liegt. Durch Aufruf des Links Standort wird die Lage des Denkmals in verschiedenen Kartenprojekten angezeigt. Darunter sind die Katastralgemeinde (KG) und, wenn vorhanden, die Konskriptionsnummer (Konskr. Nr.) angegeben.                                                                                                   |
| Offizielle Beschreibung: | Es ist die Kurzbeschreibung auf Slowakisch, wie sie in den offiziellen Listen angegeben ist, eingetragen. |
| Beschreibung:            | Kurze Angaben zum Denkmal auf Deutsch. |
| Metadaten:               | Zusätzlich werden, wenn in den persönlichen Einstellungen das Helferlein Dauerhaftes Einblenden von Metadaten aktiviert ist, ebensolche angezeigt. |

- Karte mit allen Koordinaten:
- OSM |
- WikiMap